# 하백원
하백원(河百源, 1781년 2월 2일(음력 1월 10일)~1844년 9월 28일(음력 8월 17일))은 조선 후기의 실학자이다. 본관은 진주(晋州), 호는 규남 (圭南)이다. 자승차(自升車,양수기)와 자명종을 비롯한 각종 기계, 지도 제작 등의 실용 학문에 전념하였다.

## 일생
1781년 전라도 화순군에서 태어났다.
1803년(순조 3) 진사시에 합격하였다.
1810년 농민들을 위하여 물을 뿜어 올리는 자승거(自升車)를 제작했다. 1811년에는 「동국지도(東國地圖)」를 완성하였다. 이러한 업적이 세상에 알려져 1834년 음직(蔭職)으로 창릉참봉(昌陵參奉)에 임명되었고, 1838년(헌종 4) 형조좌랑에 올랐다.
그 뒤 종묘령(宗廟令)을 거쳐 1841년 석성현감에 나아갔으나 토호(土豪)와의 알력으로 이듬해 보령으로 귀양갔다. 다음해 바로 풀려나고, 1844년 사헌부지평이 제수되었으나 나아가지 않았다.

## 가족 관계
- 증조부 : 하영청(河永淸)
  - 조부 : 하정철(河廷喆)
    - 아버지 : 하진성(河鎭星)
    - 어머니 : 고휘겸(高撝謙)의 딸
      - 동생 : 하계원(河繼源)
      - 부인 : 양달제(梁達濟)의 딸
      - 부인 : 최병태(崔秉泰)의 딸

## 저서
- 《자승차도해》
- 《동국전도》
- 《만국지도》

## 참고
- 규남 하백원 실학사상 재조명 (연합뉴스)
- 조선시대의 기발한 발명왕 (월간 전라도닷컴)
- 책, 호남을 말하다 보관됨 2016-03-05 - 웨이백 머신 (한겨레신문)